# 尚乘直長
尚乘直长，殿中省属官，正七品職，为尚乘局次官。
隋炀帝大业三年（607年）殿内省（为隋太祖杨忠避讳改中为内）尚乘局置尚乘直长为次官，一共十四员，正七品。唐朝殿中省尚乘局沿置尚乘直长，一共十员，正七品下。北宋仅存空名，罕有除授。